# Universitat (municipi)
La universitat (del llatí: universitas, -atis; traducció: "la totalitat") era la col·lectivitat, o el comú (en el sentit de referir-se al conjunt de les persones lliures habitants d'una vila, parròquia) formada pels caps de casa, revestida d'una certa personalitat pública premunicipal, a la qual eren reconeguts uns privilegis i la representació davant el senyor feudal—ja fos el mateix rei, un noble o un senyor eclesiàstic. No sempré el seu ús estava restringit a una vila o ciutat, també podia fer referència al comú d'un terme jurisdiccional, d'un territori (com per exemple una illa) o fins i tot un regne sencer (cas de Mallorca) quan s'extreia el sentit 'municipal' a un territori més gran, sovint quan els termes de les ciutats o viles acabaven incorporant aquests espais per conveniència. A principis del segle xiii ja es denominà universitas proborum hominum al conjunt de prohoms que personificaven i representaven a la totalitat dels habitants d'una vila o ciutat amb personalitat jurídica de tipus pre-municipal en virtut de la concessió i reconeixement d'un privilegi o franquesa. Les universitats gaudien d'una certa representació tant davant el poder reial, del poder senyorial, o davant de tercers. El desenvolupament municipal durant l'edat mitjana es consolidarà durant l'edat moderna, on la «universitat» és la designació pròpia en català assimilable, amb la justa prudència, als municipis actuals constituïts i organitzats en assemblees, consells i magistrats. En les zones rurals, els llocs i les parròquies s'organitzaven municipalment en comuns. Ambdues institucions de caràcter municipal, les universitats i els comuns, eren representants de la col·lectivitat i formaven la base del cos municipal.